# Malokaterynivka
Malokaterynivka (ukrainien : Малокатеринівка, russe : Малокатериновка) est une commune urbaine de l'oblast de Zaporijjia, en Ukraine. Elle compte 3 318 habitants en 2021. Le monument aux morts est inscrit au registre national des monuments d'Ukraine

## Géographie
Le village de type urbain se trouve sur la rive gauche du réservoir de Kakhovka formé par le Dniepr à la confluence de la rivière Konka. Il confine à Kouchouhoum à 3,5 km.

## Histoire
Le village est fondé en 1775 sous le nom de Krasnokoutivka. Il est renommé en 1777 en Mala Katerinivka. Il reçoit le statut de commune urbaine en 1938. Il est occupé par l'armée allemande du Troisième Reich de l'automne 1941 au 14 octobre 1943. Il reçoit son nom actuel en 1978.
Sa population en 1989 est de 3 041 habitants, et de 3 466 habitants en 2013.